# Jaltomata procumbens
Jaltomata procumbens là loài thực vật có hoa trong họ Cà. Loài này được (Cav.) J.L. Gentry mô tả khoa học đầu tiên năm 1973.